# Kapi ramnagarensis
Kapi ramnagarensis — викопний вид людиноподібних приматів родини гібонових (Hylobatidae), що існував в міоцені в Південній Азії.

## Історія відкриття
Нижній моляр примата виявлений у 2015 році на схилах хребта Нижній Шивалік у місті Рамнагар у штаті Джамму та Кашмір на півночі Індії. 8 вересня 2020 року вийшла стаття з описом нового роду та виду викопних гібонів, який назвали Kapi ramnagarensis. Родова назва Kapi походить зі слова гінді, яким позначають гібонів. Видова назва ramnagarensis вказує на типове місцезнаходження.